# Беррі (Вісконсин)
Беррі (англ. Berry) — місто (англ. town) в США, в окрузі Дейн штату Вісконсин. Населення — 1168 осіб (2020).

## Демографія
Згідно з переписом 2010 року, у місті мешкало 1127 осіб у 472 домогосподарствах у складі 354 родин. Було 494 помешкання
Расовий склад населення:
| - 99,1 % — білих - 0,4 % — азіатів - 0,2 % — чорних або афроамериканців |

До двох чи більше рас належало 0,3 %. Частка іспаномовних становила 1,1 % від усіх жителів.
За віковим діапазоном населення розподілялося таким чином: 18,5 % — особи молодші 18 років, 66,9 % — особи у віці 18—64 років, 14,6 % — особи у віці 65 років та старші. Медіана віку мешканця становила 49,4 року. На 100 осіб жіночої статі у місті припадало 98,4 чоловіків;  на 100 жінок у віці від 18 років та старших — 101,5 чоловіків також старших 18 років.
Середній дохід на одне домашнє господарство  становив 102 501 долар США (медіана — 81 964), а середній дохід на одну сім'ю — 114 329 доларів (медіана — 95 089). Медіана доходів становила 57 604 долари для чоловіків та 47 679 доларів для жінок. За межею бідності перебувало 5,0 % осіб, у тому числі 2,3 % дітей у віці до 18 років та 4,0 % осіб у віці 65 років та старших.
Цивільне працевлаштоване населення становило 708 осіб. Основні галузі зайнятості: освіта, охорона здоров'я та соціальна допомога — 23,3 %, виробництво — 16,5 %, будівництво — 9,7 %, сільське господарство, лісництво, риболовля — 8,9 %.